# Grupo diédrico de orden 6

Grafo de Cayley, con las permutaciones de un triángulo

Grafo cíclico con la matriz permutación de 3 elementos
(Los generadores a y b son los mismos que en el gráfico de Cayley mostrado arriba)

Tabla de Cayley como tabla de multiplicar de las matrices de permutación

Posiciones de los seis elementos en la tabla de Cayley.
Solo los elementos neutros son simétricos con respecto a la diagonal principal, por lo que este grupo no es abeliano

Tabla de Cayley como el grupo lineal general (y el especial) GL(2, 2)

En matemáticas, D3 (a veces denominado alternativamente D6) es el grupo diédrico de grado 3 y orden 6. Es igual al grupo simétrico S3. También es el grupo no abeliano más pequeño.
Esta página ilustra muchos conceptos ligados a la definición de grupo usándolo como ejemplo.

## Grupos de simetría
El grupo diédrico D3 es el grupo de simetría de un triángulo equilátero, es decir, es el conjunto de todas las transformaciones (como la reflexión, la rotación y las combinaciones de ambas), que dejan fija la forma y posición de este triángulo. En el caso de D3, cada permutación posible de los vértices del triángulo constituye tal transformación, de modo que el grupo de estas simetrías es isomorfo al grupo simétrico S3 de todas las permutaciones de tres elementos distintos. Este no es el caso de los grupos diédricos de órdenes superiores.
El grupo diédrico D3 es isomorfo a otros dos grupos de simetría en tres dimensiones:
- Uno con un eje de rotación triple y un eje de rotación perpendicular doble (de ahí tres de estos): D3
- Uno con un eje de rotación triple en un plano de reflexión (y por tanto también en otros dos planos de reflexión): C3v

## Permutaciones de un conjunto de tres objetos
Considérense tres bloques de colores (rojo, verde y azul), colocados inicialmente en el orden RGB (red, green and blue). El grupo simétrico S3 es entonces el grupo de todas las recolocaciones posibles de estos bloques.
Si se denota con a la acción "intercambiar los dos primeros bloques" y con b la acción intercambiar los dos últimos bloques, se puede escribir todas las permutaciones posibles en términos de estas dos acciones.
En forma multiplicativa, tradicionalmente se escribe xy para la acción combinada "primero hacer y y después hacer x"; de modo que ab es la acción RGB ↦ RBG ↦ BRG, es decir, "tomar el último bloque y moverlo adelante".
Si se escribe e para "dejar los bloques como están" (la acción identidad), entonces se pueden escribir las seis permutaciones del conjunto de tres bloques como las siguientes acciones:
- e : RGB ↦ RGB o ()
- a : RGB ↦ GRB o (RG)
- b : RGB ↦ RBG o (GB)
- ab : RGB ↦ BRG o (RGB)
- ba : RGB ↦ GBR o (RBG)
- aba : RGB ↦ BGR o (RB)

La notación entre paréntesis es la permutación.
Téngase en cuenta que la acción aa tiene el efecto RGB ↦ GRB ↦ RGB, dejando los bloques como estaban; entonces se puede escribir que aa= e.
Similarmente,
- bb = e,
- (aba)(aba) = e, y
- (ab)(ba) = (ba)(ab) = e;

y en consecuencia, cada una de las acciones anteriores tiene una inversa.
Revisando el resultado de las acciones, también se puede determinar la asociatividad y la clausura (dos de las propiedades necesarias para ser un grupo). Téngase en cuenta por ejemplo que
- (ab)a = a(ba) = aba, y que
- (ba)b = b(ab) = bab.

El grupo no es abeliano, ya que, por ejemplo, ab ≠ ba. Dado que se construye a partir de las acciones básicas a y b, se dice que el conjunto {{nowrap|{a, b} es un generador.
El grupo tiene presentación
{\displaystyle \langle r,a\mid r^{3}=1,a^{2}=1,ara=r^{-1}\rangle }, también escrito {\displaystyle \langle r,a\mid r^{3},a^{2},arar\rangle }
o
{\displaystyle \langle a,b\mid a^{2}=b^{2}=(ab)^{3}=1\rangle }, también escrito {\displaystyle \langle a,b\mid a^{2},b^{2},(ab)^{3}\rangle }
donde a y b son permutantes y r= ab es una permutación cíclica. Téngase en cuenta que la segunda presentación significa que el grupo es un grupo de Coxeter. De hecho, todos los grupos diédricos y de simetría son grupos de Coxeter.

## Resumen de operaciones del grupo
Con los generadores a y b, se definen las abreviaturas adicionales c := aba, d := ab y f := ba, de modo que a, b, c, d, e y f sean todos los elementos de este grupo. Entonces, se pueden resumir las operaciones del grupo en forma de tabla de Cayley:
| * | e | a | b | c | d | f |
| - | - | - | - | - | - | - |
| e | e | a | b | c | d | f |
| a | a | e | d | f | b | c |
| b | b | f | e | d | c | a |
| c | c | d | f | e | a | b |
| d | d | c | a | b | f | e |
| f | f | b | c | a | e | d |

Debe tenerse en cuenta de que los elementos no iguales que no son la identidad solo comutan si son inversos entre sí. Por lo tanto, el grupo carece de centro, es decir, el centro del grupo consta únicamente del elemento identidad.

## Clases de conjugación
Se pueden distinguir fácilmente tres tipos de permutaciones de los tres bloques, las clases de conjugación del grupo:
- Sin cambios (), un elemento de grupo de orden 1
- Intercambio de los bloques dobles: (RG), (RB), (GB), tres elementos de grupo de orden 2
- Permutación cíclica de todos los bloques triples: (RGB), (RBG), dos elementos de grupo de orden 3

Por ejemplo, (RG) y (RB) tienen la forma (x y); una permutación de las letras R, G y B (es decir, (GB)) cambia la notación (RG) a (RB). Por lo tanto, si se aplica (GB), luego (RB), y luego la inversa de (GB), que también es (GB), la permutación resultante es (RG).
Téngase en cuenta que los elementos del grupo conjugado siempre tienen el mismo orden, pero en general, dos elementos del grupo que tienen el mismo orden no necesitan ser conjugados.

## Subgrupos
Según el teorema de Lagrange, se sabe que cualquier subgrupo no trivial de un grupo con 6 elementos debe tener orden 2 o 3. De hecho, las dos permutaciones cíclicas de los tres bloques, con la identidad, forman un subgrupo de orden 3, índice 2, y las permutas de dos bloques, cada uno con la identidad, forman tres subgrupos de orden 2, índice 3. La existencia de subgrupos de orden 2 y 3 también es consecuencia del teorema de Cauchy.
El primero mencionado es {(), (RGB), (RBG) }, o grupo alternante A3.
Las clases laterales izquierdas y las clases laterales derechas de A3 coinciden (como lo hacen con cualquier subgrupo de índice 2) y constan de A3 y el conjunto de tres permutas {(RB), (RG), (BG)}.
Las clases laterales izquierdas de {(), (RG) } son:
- { (), (RG) }
- { (RB), (RGB) }
- { (GB), (RBG) }

Las clases laterales derechas de {(RG), () } son:
- { (RG), () }
- { (RBG), (RB) }
- { (RGB), (GB) }

Por lo tanto, A3 es normal y los otros tres subgrupos no triviales no lo son. El grupo cociente G / A3 es isomorfo con C2.
{\displaystyle G=\mathrm {A} _{3}\rtimes H}, un producto semidirecto, donde H es un subgrupo de dos elementos: () y una de las tres permutas. Esta descomposición también es consecuencia (caso particular) del teorema de Schur-Zassenhaus.
En términos de permutaciones, los dos elementos del grupo de G / A3 son el conjunto de permutaciones pares y el conjunto de permutaciones impares.
Si el grupo original es el generado por una rotación de 120° de un plano alrededor de un punto y una reflexión con respecto a una línea que pasa por ese punto, entonces el grupo cociente tiene dos elementos que pueden describirse como los subconjuntos "rotación simple (o no hacer nada)" y "aplicar una imagen especular".
Téngase en cuenta que para el grupo de simetría de un cuadrado, una permutación desigual de vértices no corresponde a tomar una imagen especular, sino a operaciones no permitidas para rectángulos, es decir, rotación de 90° y aplicación de un eje diagonal de reflexión.

## Productos semidirectos
{\displaystyle \mathrm {C} _{3}\rtimes _{\varphi }\mathrm {C} _{2}} es {\displaystyle \mathrm {C} _{3}\times \mathrm {C} _{2}} si tanto φ(0) como φ(1) son la identidad.
El producto semidirecto es isomorfo al grupo diédrico de orden 6 si φ(0) es la identidad y φ(1) es el automorfismo no trivial de C3, que invierte los elementos.
Así se obtiene:
(n1, 0) * (n2, h2) = (n1 + n2, h2)
(n1, 1) * (n2, h2) = (n1 − n2, 1 + h 2)
para todos los n1, n2 en C3 y h2 en C2.
Más concisamente,
{\displaystyle (n_{1},h_{1})*(n_{2},h_{2})=(n_{1}+(-1)^{h_{1}}n_{2},h_{1}+h_{2})}
para todo n1, n2 en C3 y h1, h2 en C2.
En una tabla de Cayley:
|    | 00 | 10 | 20 | 01 | 11 | 21 |
| -- | -- | -- | -- | -- | -- | -- |
| 00 | 00 | 10 | 20 | 01 | 11 | 21 |
| 10 | 10 | 20 | 00 | 11 | 21 | 01 |
| 20 | 20 | 00 | 10 | 21 | 01 | 11 |
| 01 | 01 | 21 | 11 | 00 | 20 | 10 |
| 11 | 11 | 01 | 21 | 10 | 00 | 20 |
| 21 | 21 | 11 | 01 | 20 | 10 | 00 |

Téngase en cuenta que para el segundo dígito básicamente tiene una tabla de 2×2, con 3×3 valores iguales para cada una de estas 4 celdas. Para el primer dígito, la mitad izquierda de la tabla es igual que la mitad derecha, pero la mitad superior es diferente de la mitad inferior.
Para el producto "directo", la tabla es la misma excepto por que los primeros dígitos de la mitad inferior de la tabla son los mismos que los de la mitad superior.

## Acción grupal
Considérese D3 en forma geométrica, como el grupo de simetría de las isometrías del plano, y considérese la acción de grupo correspondiente en un conjunto de 30 puntos uniformemente espaciados en un círculo, numerados del 0 al 29, con 0 en uno de los puntos de los ejes de reflexión.
Esta sección ilustra los conceptos de acción de grupo para este caso.
La acción de G sobre X se llama
- Transitiva si para cada dos x, y en X existe una g en G tal que g · x= y; este no es el caso
- Fiel (o efectiva) si para dos g y h diferentes de G existe una x en X tal que g · x ≠ h · x; este es el caso porque, excepto la identidad, los grupos de simetría no contienen elementos que "no hacen nada"
- Libre si para cada dos g y  h diferentes de G y todas las x de X se tiene que g · x ≠ h · x; este no es el caso porque existen reflexiones

### Órbitas y estabilizadores
La órbita de un punto x en X es el conjunto de elementos de X al que x puede ser transformado por los elementos de G. La órbita de x se denota por Gx:
{\displaystyle Gx=\left\{g\cdot x\mid g\in G\right\}}
Las órbitas son {0, 10, 20}, {1, 9, 11, 19, 21, 29}, {2, 8, 12, 18, 22, 28}, {3, 7, 13, 17, 23, 27}, {4, 6, 14, 16, 24, 26}, y {5, 15, 25}. Los puntos dentro de una órbita son "equivalentes". Si se aplica un grupo de simetría para un patrón, entonces dentro de cada órbita el color en el gráfico es el mismo.
El conjunto de todas las órbitas de X bajo la acción de G se escribe como X / G.
Si Y es un subconjunto de X, se denota GY al conjunto {g · y : y ∈ Y y g ∈ G }. Se denomina subconjunto Y invariante bajo G si GY= Y (que es equivalente a GY ⊆ Y). En este caso, G también opera en Y. El subconjunto Y se llama fijo bajo G si g · y= y para todo g en G' ' y todo y en Y. La unión de, por ejemplo, dos órbitas es invariante bajo G, pero no fija.
Para cada x en X, se define el subgrupo estabilizador de x (también llamado grupo de isotropía o pequeño grupo) como el conjunto de todos los elementos en G que fijan x:
{\displaystyle G_{x}=\{g\in G\mid g\cdot x=x\}}
Si x es un punto de reflexión (0, 5, 10, 15, 20, o 25), su estabilizador es el grupo de orden dos que contiene la identidad y la reflexión en x. En otros casos, el estabilizador es el grupo trivial.
Para una x fija en X, considérese la aplicación de G sobre X dada por g ↦ g · x. La imagen de este mapa es la órbita de x y la coimagen es el conjunto de todas las clases laterales izquierdas de Gx. El teorema del cociente estándar de la teoría de conjuntos da entonces una función biyectiva natural entre G / Gx y Gx. Específicamente, la biyección viene dada por hGx ↦ h · x. Este resultado se conoce como el "teorema del estabilizador de órbita". En los dos casos de órbita pequeña, el estabilizador no es trivial.
Si dos elementos x e y pertenecen a la misma órbita, entonces sus subgrupos estabilizadores, Gx y Gy, son isomorfos. Más precisamente: si y = g · x, entonces Gy = gGx g−1. En el gráfico esto se cumple por ejemplo para 5 y 25, ambos puntos de reflexión. La reflexión alrededor de 25 corresponde a una rotación de 10, mientras que la reflexión alrededor de 5 corresponde a una rotación de −10.
Un resultado estrechamente relacionado con el teorema del estabilizador de órbita es el lema de Burnside:
{\displaystyle \left|X/G\right|={\frac {1}{\left|G\right|}}\sum _{g\in G}\left|X^{g}\right|}
donde Xg es el conjunto de puntos fijado por g. Es decir, el número de órbitas es igual al número medio de puntos fijados por elemento del grupo.
Para la identidad los 30 puntos son fijos; para las dos rotaciones ninguno de ellos; y para las tres reflexiones dos de cada una: {0, 15}, {5, 20}, y {10, 25}. Así, el promedio es seis, el número de órbitas.

## Teoría de la representación
Sin considerar isomorfismos, este grupo posee tres representaciones unitarias complejas irreducibles, que se denominan {\displaystyle I} (la representación trivial o identidad), {\displaystyle \rho _{1}} y {\displaystyle \rho _{2}}, donde el subíndice indica la dimensión. Por su definición como grupo de permutación sobre el conjunto de tres elementos, el grupo tiene una representación en {\displaystyle \mathbb {C} ^{3}} al permutar las entradas del vector, la representación fundamental. Esta representación no es irreducible, ya que se descompone como una suma directa de {\displaystyle I} y de {\displaystyle \rho _{2}}. {\displaystyle I} aparece como el subespacio de vectores de la forma {\displaystyle (\lambda ,\lambda ,\lambda ),\lambda \in \mathbb {C} } y {\displaystyle \rho _{2}} es la representación en su complemento ortogonal, que son vectores de la forma {\displaystyle (\lambda _{1},\lambda _{2},-\lambda _{1}-\lambda _{2})}.
La representación unidimensional no trivial {\displaystyle \rho _{1}} surge a través de la clasificación de grupos {\displaystyle \mathbb {Z} _{2}}: la acción es la multiplicación por el signo de la permutación del elemento del grupo. Todo grupo finito tiene tal representación, ya que es un subgrupo de un grupo cíclico por su acción regular. Contando las dimensiones cuadradas de las representaciones ({\displaystyle 1^{2}+1^{2}+2^{2}=6}, el orden del grupo), se comprueba que estas deben ser todas las representaciones irreductibles.
Una representación lineal irreducible bidimensional produce una representación proyectiva unidimensional (es decir, un acción sobre la recta proyectiva, una inclusión en la transformación de Möbius PGL(2, C)), como transformaciones elípticas. Esto se puede representar mediante matrices con entradas 0 y ±1 (aquí escritas como transformaciones lineales fraccionarias), conocidas como razones armónicas:
- Orden 1: {\displaystyle z}
- Orden 2: {\displaystyle 1-z,1/z,z/(z-1)}
- Orden 3: {\displaystyle (z-1)/z,1/(1-z)}

y así desciende a una representación sobre cualquier cuerpo, que siempre es fiel/inyectiva (ya que no hay dos términos que difieran solo por un signo). Sobre el cuerpo con dos elementos, la recta proyectiva tiene solo 3 puntos, y este es por tanto el isomorfismo excepcional {\displaystyle S_{3}\approx \mathrm {PGL} (2,2).} En la característica 3, esta inclusión estabiliza el punto {\displaystyle -1=[-1:1],} ya que {\displaystyle 2=1/2=-1} (en la característica mayor que 3, estos puntos son distintos y permutados, y son las órbitas de la razón armónica cruzada). Sobre el cuerpo con tres elementos, la línea proyectiva tiene 4 elementos, y dado que PGL(2, 3) es isomorfa al grupo simétrico de 4 elementos, S4, la inclusión resultante {\displaystyle \mathrm {S} _{3}\hookrightarrow \mathrm {S} _{4}} es igual al estabilizador del punto {\displaystyle -1}.